# Marco jurídico para la paz (Colombia)
El Marco Jurídico para la Paz o Marco Legal para la Paz se refiere al Acto Legislativo por medio del cual se establecieron los instrumentos jurídicos de justicia transicional en el marco del artículo 22 de la Constitución Política Colombiana con el fin de adelantar las negociaciones con las FARC-EP, aprobado por el Congreso de la República de Colombia el 14 de junio de 2012 tras su envío por parte del presidente de ese país Juan Manuel Santos.

## Historia
El Acto Legislativo busca regular la terminación del conflicto armado dentro del marco constitucional existente y para ello autoriza la creación de mecanismos de justicia transicional  que permita facilitar una desmovilización masiva de los grupos armados ilegales, así como garantizar a las víctimas de conflicto armado sus derechos a la verdad, justicia, reparación y no repetición. En su defensa del Acto Legislativo ante la Corte Constitucional, el Alto Comisionado para la Paz de la República de Colombia destacó que "este sistema de constitucionalidad no solo permitirá saber quién es el responsable, sino conocer qué pasó, saber la verdad y contribuir a la no repetición".
Por 70 votos a favor y 5 en contra, la Plenaria indicó que se apruebe esta norma, en la cual se indica que una ley posterior regulará cuáles serán los delitos considerados conexos al delito político para efectos de la posibilidad de participar en política. En esta votación, la plenaria negó dos proposiciones de los senadores Juan Carlos Vélez y Juan Lozano, respectivamente, en donde pedían que se delimitara que en los delitos conexos a los políticos no fuera incluido crímenes de lesa humanidad o de narcotráfico. Este acto legislativo, aprobada por el Congreso, pretende regular la investigación y judicialización de los desmovilizados y fue diseñado especialmente para servir en caso tal de que se firme un acuerdo en La Habana.

### Posición de la Fiscalía General de la Nación
El fiscal general de la nación Luis Eduardo Montealegre insistió  en que tal como ha ocurrido en otros conflictos del mundo, es imposible para el aparato judicial colombiano investigar, juzgar y condenar todos los delitos y sus autores. Planteó que se requieren mecanismos especiales de justicia transicional y la priorización de los delitos graves y de lesa humanidad, que contiene el Marco Legal, que establece el enfoque de selectividad para concentrar la acción penal en los máximos responsables.

### Decisión de la Corte Constitucional
El acto legislativo 01 de 2012 o Marco Jurídico para la Paz fue sometido a un examen en la Corte Constitucional el pasado 25 de julio, después de que ese instrumento fuese aprobado en el Congreso en junio de 2012 y demandado más tarde por una organización no gubernamental. El fallo del Constitucional que avaló el Marco para la Paz tuvo el voto favorable de siete de los nueve magistrados, excepto de Nilson Pinilla y Mauricio González, después de analizar durante un mes la demanda del director de la Comisión Colombiana de Juristas, Gustavo Gallón, contra ese acto legislativo.

### Posición de la Corte Penal Internacional
La fiscal de la Corte Penal Internacional, Fatou Bensouda ha expresado que la justicia internacional no permitirá que haya impunidad total en Colombia en aras de la paz. Añadido a que Los jefes de las FARC-EP tendrán que pagar cárcel. Según Bensouda, Colombia violaría sus obligaciones frente al derecho internacional en general y frente al Estatuto de Roma que crea la CPI en particular, si otorga una suspensión total de pena privativa de la libertad a los máximos responsables de las FARC-EP o del Estado de los crímenes más graves, a pesar de que sean juzgados y condenados; Para la Fiscal Bensouda los máximos responsables de los crímenes más graves tienen que cumplir un mínimo de pena privativa de la libertad.

### Sistema Integral de Verdad, Justicia, Reparación y No Repetición (SIVJRNR)
Es un conjunto de mecanismos diseñados para garantizar la verdad, justicia, reparación y no repetición de las personas víctimas del conflicto armado, estipulados en el Acuerdo de Paz e incorporado en La Constitución Política de Colombia mediante acto legislativo 01 de 2017, está conformado por la Comisión de Esclarecimiento de la Verdad (CEV), la Jurisdicción Especial para la Paz (JEP), y la Unidad de Búsqueda de Personas dadas por Desaparecidas (UBPD). Busca principalmente la reparación de las víctimas, mediante el esclarecimiento de la verdad sobre lo ocurrido, y las acciones realizadas por parte de los actores del conflicto armado involucrados. Y a partir de ello, promover herramientas para la construcción de una paz estable y duradera.
Los participantes en la SIVJRNR, además de las víctimas, son los victimarios integrantes de: Grupos guerrilleros adscritos a los acuerdos de paz, Agentes del Estado, garantes de la seguridad y con el monopolio de las armas,  Paramilitares desmovilizados, Terceros Civiles que hayan cooperado con otros grupos en razón del conflicto armado, y la Sociedad en General, mediante el reconocimiento de la Violación de Derechos Humanos, y los procesos de construcción, fortalecimiento e implementación de los grupos promotores de proyectos y actividades en pro de la paz.

## Críticas
El expresidente colombiano Álvaro Uribe ha dicho que el marco para la paz permitiría que autores de graves atrocidades no cumplan penas de cárcel, sino que realicen trabajo comunitario o que les es suficiente con pedir perdón públicamente. Además que el Marco Jurídico para la Paz disfraza amnistías para delitos de lesa humanidad o crímenes de guerra, que por su naturaleza no prescriben.
Algunas organizaciones no gubernamentales como Human Rights Watch han manifestado su temor de que el Acto podría conducir a casos de impunidad. Argumentan que es claramente contraria a la obligación jurídica asumida por Colombia conforme al Derecho Internacional de investigar, juzgar y sancionar a todos aquellos que compartan responsabilidad por delitos de lesa humanidad y otras graves violaciones de derechos humanos y del Derecho Internacional Humanitario.

### Acción Penal selectiva
La acción penal concentrada solo en las cabezas de los grupos armados dejaría por fuera de la investigación violaciones graves a los derechos humanos, pues en las organizaciones ilegales no solo cometen delitos atroces los jefes. Las normas internacionales en derechos humanos y Derecho Internacional Humanitario, acogidas por Colombia, prohíben el perdón y olvido de los delitos graves.

### Probabilidad de Intervención Internacional
Al no garantizar la verdad, la justicia y la reparación, el proceso de paz no pasaría la evaluación de los tribunales internacionales y se abriría la puerta para una intervención. Esto, porque el marco autoriza al Estado para renunciar a la persecución judicial de varios delitos. Además, según los críticos, la justicia incompleta podría incentivar actuaciones de justicia privada.

### Suspensión de la persecución penal
Al suspender mediante un artículo transitorio de la Constitución la vigencia de un artículo permanente de la Carta, en este caso el número 2, que obliga al Estado a investigar todas las violaciones graves de los derechos humanos, se “resucita” el estado de sitio que la Carta de 1991 decidió conjurar. Este fue uno de los argumentos de la Comisión Colombiana de Juristas para demandar el marco para la paz.

## Controversias

### Atentado a Fernando Londoño
En la mañana del día martes 15 de mayo de 2012 a las 11:10 hora colombiana, Fernando Londoño Hoyos fue víctima de un atentado terrorista. La explosión dejó como saldo inmediato a dos muertos. Una de las víctimas fue uno de los escoltas del exministro, que al percatarse de la situación intentó despojar el explosivo de la camioneta; mientras que el conductor murió inmediatamente producto de las ondas explosivas.
Ese mismo día el Senado de la República aprobaría el Marco Jurídico para la Paz para los acuerdos con las FARC-EP, quienes por medio de la columna móvil Teófilo Forero pagara $ 1000 millones por ejecutar atentado este atentado contra el exministro. Pese al hecho terrorista el Gobierno Nacional dio de nuevo su respaldo al marco legal para la paz que está en trámite en la Cámara de Representantes. Poco antes de iniciarse la plenaria de esa corporación, donde se está debatiendo el proyecto de reforma constitucional en sexto de ocho debates, el entonces designado ministro del Interior, Federico Renjifo, dijo que había que “reforzar” ese acto legislativo.

"Me duele mucho el asesinato de tantas personas y lo que más me duele es que en este momento, en el Congreso, el gobierno con presiones clientelistas está obligando a la Cámara a votar el marco de impunidad y de elegibilidad a los delitos atroces, eso es una ofensa a los colombianos"
Álvaro Uribe Vélez